# Motorlet Prag
Der SK Motorlet Prag ist ein tschechischer Sportklub aus dem Prager Stadtteil Jinonice. Die Fußballmannschaft des Vereins spielte 1963/64 in der 1. Tschechoslowakischen Liga.

## Fußball

### Geschichte
Am 14. September 1912 wurde in Butovice eine Fußballmannschaft aufgestellt, ein Dreivierteljahr später kam es zur Gründung eines offiziellen Sportklubs. 1930 kam es zur Umbenennung in SK Praha XVII. Vor dem Zweiten Weltkrieg konnte der Verein keine überregionalen Erfolge feiern. 1949 kam es zu einem großen Spieleraderlass, der durch eine Fusion mit ZSJ Praha Jinonice, der ehemaligen Firmenmannschaft SK Walter Jinonice, kompensiert werden konnte.
Im Jahr 1953 kam es zu einer großen Reorganisation des Sports in der Tschechoslowakei, nahezu allen Vereinen wurde ein neuer Name gegeben. Aus Sokol Šverma Jinonice wurde so Spartak Praha Motorlet, benannt nach einem im selben Prager Stadtteil ansässigen Triebwerkshersteller. Zwei Jahre später, 1955, spielte Motorlet um den Aufstieg in die 2. Liga. Am letzten Spieltag kam es zum entscheidenden Aufstiegsduell gegen den direkten Konkurrenten Spartak Ústí nad Labem. Beim Stand von 5:1 für Motorlet stürmten einige Gästefans den Platz, das Spiel musste abgebrochen werden. Am Grünen Tisch wurde Motorlet der Sieg zugesprochen, wodurch die Elf aus Jinonice zum ersten Mal in der Vereinsgeschichte zweitklassig war.
In den nächsten Jahren platzierte sich die Mannschaft meistens im Mittelfeld. 1962/63 gewann Motorlet die Gruppe A der Zweiten Liga und stieg in die 1. Tschechoslowakische Liga auf. Am 26. Mai 1963 gewann Motorlet vor 12.000 Zuschauern im Stadion Eden von Slavia Prag das entscheidende Spiel gegen den Verfolger Kovo Dečín mit 3:1.
Die 1. Liga erwies sich allerdings als eine Stufe zu hoch für Motorlet. Mit nur einem Sieg und fünf unentschieden aus 26 Spielen bei einem Torverhältnis von 13:67 stieg die Mannschaft als Tabellenletzter wieder ab. Auch in der Zweiten Liga konnte man sich nicht halten, wobei Motorlet zum Verhängnis wurde, dass diese von drei auf zwei Gruppen reduziert wurde.
Einmal noch kehrte Motorlet in die 2. Liga zurück, 1983/84. Ab 1994 versuchte der Unternehmer Georgis Patenidis den Klub nach oben zu bringen, wobei er den Verein nach sich selbst benannte, nach sechs Jahren sah er das Projekt als gescheitert an und zog sich zurück.
2003 stieg die Mannschaft sogar aus der 4. Liga ab, schaffte aber den sofortigen Wiederaufstieg.
In der Ewigen Tabelle der Tschechoslowakischen Liga von 1945 bis 1993 belegt Motorlet Prag von 55 Mannschaften den 52. Rang.

### Statistik
- I. liga: 1963/64
- II. liga: 1956–1962/63, 1964/65; 1983/84

### Bekannte ehemalige Spieler
- Ján Geleta: im Verein von 1977 bis 1979
- Ota Hemele: im Verein von 1959 bis 1965
- Jiří Pešek: im Verein von 1959 bis 1965
- Zdeněk Zikán

Jugendspieler:
- Antonín Kinský
- Petr Mikolanda

### Vereinsnamen

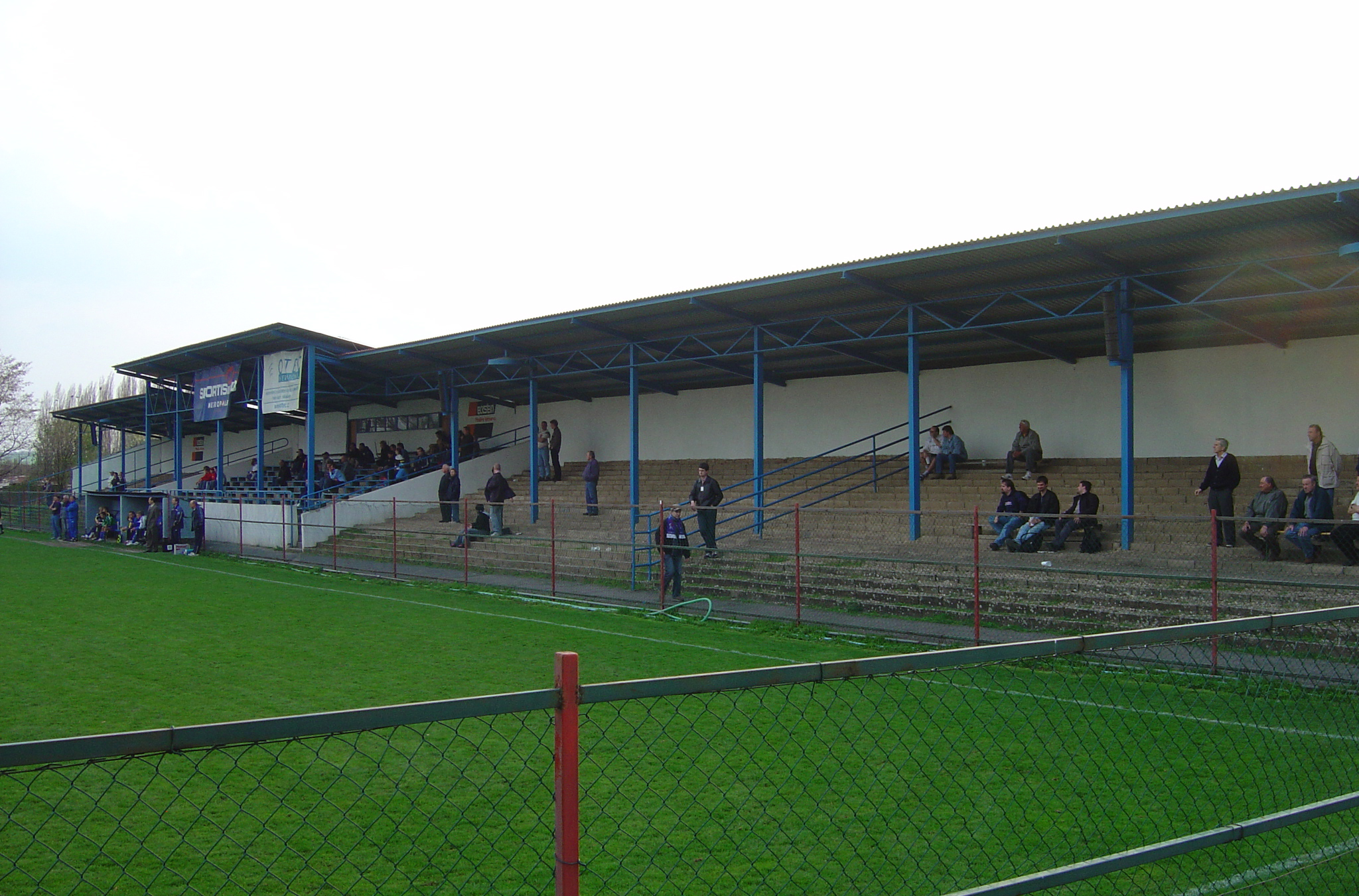
Stadion des SK Motorlet Prag

- 1912 Sportovní kroužek Butovice
- 1913 Sportovní klub Butovice
- 1930 SK Praha XVII
- 1948 Sokol Jinonice
- 1949 Sokol Šverma Jinonice
- 1953 DSO Spartak Praha Motorlet
- 1969 TJ Motorlet Praha
- 199? SSK Motorlet Praha
- 1994 FC Patenidis Motorlet Praha
- 2000 SK Motorlet Praha

## Eishockey
1953 kam es zu einer großen Reorganisation des Sports in der Tschechoslowakei, bei der viele Vereine aufgelöst oder fusioniert wurden. Dabei wurde der 1893 gegründete und bis dahin eigenständige I. ČLTK Prag aufgelöst und als Sektion Eishockey in Motorlet Prag integriert.